# Rudolph-Wilde-Park
Rudolph-Wilde-Park er en park i bydelen Schöneberg i Berlin. Parken er opkaldt efter Rudolph Wilde, den første overborgmester i den da selvstændige by Schöneberg.
Den langstrakte, smalle park omfatter til sammen syv hektar, og begynder ved Rathaus Schöneberg og strækker sig fra Martin-Luther-Straße ca. 650 meter mod vest, til Volkspark Wilmersdorf ved Kufsteiner Straße.

## Eksterne links
- Wikimedia Commons har flere filer relateret til Rudolph-Wilde-Park

52°29′1″N 13°20′32″Ø / 52.48361°N 13.34222°Ø